# Jean Joseph Marie Amiot
Jean Joseph Marie Amiot (kitajsko 錢德明), francoski jezuitski misijonar in jezikoslovec, * februar 1718, Toulon, † 9. oktober 1793, Peking.
Leta 1750 je bil poslan kot misijonar na Kitajsko, kjer je ostal do konca življenja. Med svojim bivanjem se je ukvarjal tudi z raziskovanjem lokalnega jezika. Napisal je več knjig o tem. Leta 1772 je prevedel znamenito kitajsko vojaško razpravo Umetnost vojne.